# روري بيرن
روري بيرن (بالإنجليزية: Rory Byrne)‏ هو مهندس جنوب أفريقي، ولد في 10 يناير 1944 في بريتوريا في جنوب أفريقيا.